# SEA-ME-WE 3

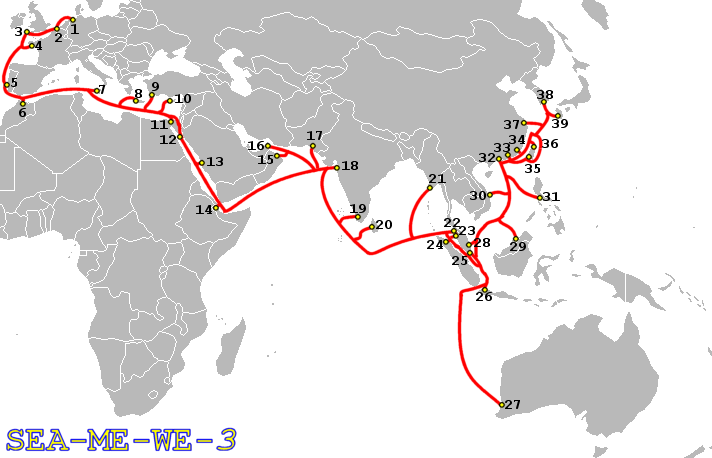
Il percorso (in rosso) e punti di sbarco (numerati in nero)

Il SEA-ME-WE 3 è un cavo ottico sottomarino di telecomunicazioni che collega varie regioni del globo. Completato nel 2000 il cavo è il più lungo al mondo. Commissionato nel marzo 2000 dal gruppo indiano Tata Communications e da 92 altri investitori del settore delle telecomunicazioni che attualmente lo gestiscono.
Il cavo ha una lunghezza di 39 000 chilometri (24.000 miglia), 1.000 chilometri meno rispetto alla circonferenza della Terra. 
La trasmissione si basa sulle multiplazione WDM su protocollo SDH che ne aumentano la capacità (960 Gbps) e la qualità di trasmissione specie sulle lunghe distanze.
Secondo il sito web del gestore la capacità del sistema è stata aumentata diverse volte fino al valore di 10 Gb/s per 48 portanti a maggio 2007.
Nel 2008 una rottura del cavo ha provocato forti disservizi sia in Africa che in Oriente.
In Italia il "terminale" è a Mazara del Vallo.